# Anthomastus canariensis
Anthomastus canariensis är en korallart som beskrevs av Wright och Studer 1889. Anthomastus canariensis ingår i släktet Anthomastus och familjen läderkoraller. Inga underarter finns listade i Catalogue of Life.